# شهرک صنعتی روانسر
شهرک صنعتی روانسر نام روستایی در دهستان حسن‌آباد بخش مرکزی شهرستان روانسر در استان کرمانشاه است. طبق سرشماری سال ۱۳۸۵ جمعیت این روستا ۲۳ نفر در ۷ خانواده است.